# Campionati italiani assoluti di ginnastica artistica 2019
I Campionati assoluti di ginnastica artistica 2019 sono stati la 81ª edizione dei Campionati italiani assoluti di ginnastica artistica. Si sono svolti a Meda, il 13 e il 14 settembre 2019, presso il PalaMeda. A livello femminile, hanno visto la conferma di Giorgia Villa come campionessa italiana alle parallele, per la terza volta assoluta. Asia D'Amato diventa per la prima volta campionessa italiana assoluta e si riprende il titolo al volteggio dopo le vittorie del 2016 e 2017, alla trave Giorgia Villa diventa per la prima volta campionessa italiana assoluta rubando lo scettro a Martina Maggio che vince la medaglia d'argento. Al corpo libero, si laurea invece campionessa italiana Desiree Carofiglio. A livello maschile, Ludovico Edalli si conferma campione italiano assoluto dopo le vittorie del 2013, 2015 e 2018. Inoltre Edalli vince il titolo alle parallele e l'argento alla sbarra preceduto, dallo juniores Nicolò Mozzato. Nicola Bartolini,al rientro da vari infortuni, diventa campione italiano al corpo libero e vince l'argento al volteggio. Il ginnasta junior Edoardo De Rosa, vince il titolo al cavallo con maniglie, mentre Marco Lodadio conferma il titolo agli anelli,

## Programma
- Venerdì 13: concorso generale femminile;
- Sabato 14: concorso generale maschile;
- Domenica 15: finali di specialità.[5]

## Ginnasti ammessi

### Ginnastica artistica femminile[4]
| Nº | Ginnasta                              | Società                | VT | P.Asim. | Tr. | C.L. |
| -- | ------------------------------------- | ---------------------- | -- | ------- | --- | ---- |
| 1  | Angela Andreoli                       | Brixia                 |    |         | ●   | ●    |
| 2  | Camilla Campagnaro                    | Ginnastica Audace      | ●  |         |     |      |
| 3  | Desiree Carofiglio                    | Ginnastica Fanfulla    | ●  | ●       | ●   | ●    |
| 4  | Caterina Teresa Anna Maria Cereghetti | Ginnastica Bollate     | ●  | ●       | ●   | ●    |
| 5  | Maria Vittoria Cocciolo               | World Sporting Academy | ●  | ●       | ●   | ●    |
| 6  | Clara Colombo                         | Juventus Nova          | ●  | ●       | ●   | ●    |
| 7  | Alice D'Amato                         | Brixia                 | ●  | ●       | ●   | ●    |
| 8  | Asia D'Amato                          | Brixia                 | ●  | ●       | ●   | ●    |
| 9  | Alicia De Pirro                       | Gin Civitavecchia      | ●  | ●       | ●   | ●    |
| 10 | Carlotta Ferlito                      | Esercito               |    |         | ●   | ●    |
| 11 | Valentina Giommarini                  | World Sporting Academy | ●  | ●       | ●   | ●    |
| 12 | Giada Grisetti                        | Ginnastica Bollate     | ●  | ●       | ●   | ●    |
| 13 | Elisa Iorio                           | Vis Academy            | ●  | ●       | ●   | ●    |
| 14 | Irene Lanza                           | Ginnastica Torino      | ●  | ●       | ●   | ●    |
| 15 | Francesca Noemi Linari                | Brixia                 | ●  | ●       | ●   | ●    |
| 16 | Martina Maggio                        | Robur et Virtus        | ●  | ●       | ●   | ●    |
| 17 | Veronica Mandriota                    | Brixia                 |    |         |     | ●    |
| 18 | Lara Mori                             | Esercito               | ●  | ●       | ●   | ●    |
| 19 | Beatrice Pontoni                      | Artistica ’81          | ●  | ●       | ●   | ●    |
| 20 | Sara Ricciardi                        | Corpo Libero Padova    | ●  | ●       | ●   | ●    |
| 21 | Martina Rizzelli                      | Esercito               |    | ●       |     |      |
| 22 | Giorgia Villa                         | Brixia                 | ●  | ●       | ●   | ●    |
| 23 | Caterina Vitale                       | Ionica Gym             | ●  | ●       | ●   | ●    |

Caterina Cereghetti non prende però parte alla competizione, Clara Colombo da poco è partita per gli Stati Uniti, per studiare presso l'università e continuare la sua carriera sportiva.Martina Rizzelli, Carlotta Ferlito, Angela Andreoli non prendono parte alla competizione.

### Ginnastica artistica maschile[4]
| Nº | Ginnasta            | Società                       | C.L. | Cav. | An. | VT | P.Simm. | Sb. |
| -- | ------------------- | ----------------------------- | ---- | ---- | --- | -- | ------- | --- |
| 1  | Yumin Abbadini      | Pro Carate                    | ●    | ●    | ●   | ●  | ●       | ●   |
| 2  | Andrea Amato        | La Costanza 1884              |      |      |     |    |         | ●   |
| 3  | Nicola Bartolini    | Ginnastica Salerno            | ●    | ●    | ●   | ●  | ●       | ●   |
| 4  | Andrea Canazza      | Corpo Libero Padova           |      | ●    |     |    |         |     |
| 5  | Lorenzo Minh Casali | Giovanile Ancona              | ●    | ●    | ●   | ●  | ●       | ●   |
| 6  | Filippo Castellaro  | Spes Mestre                   | ●    | ●    | ●   | ●  | ●       | ●   |
| 7  | Andrea Cingolani    | Aeronautica Militare          | ●    | ●    | ●   | ●  | ●       | ●   |
| 8  | Lorenzo Crimi       | Pro Patria Bustese            |      |      |     | ●  |         |     |
| 9  | Edoardo De Rosa     | Ares Ginnastica               | ●    | ●    | ●   | ●  | ●       | ●   |
| 10 | Tommaso De Vecchis  | Ginnastica Salerno            | ●    | ●    | ●   | ●  | ●       | ●   |
| 11 | Gianmarco Di Cerbo  | Ginnastica Salerno            |      |      | ●   | ●  |         |     |
| 12 | Ludovico Edalli     | Aeronautica Militare          | ●    | ●    | ●   | ●  | ●       | ●   |
| 13 | Ares Federici       | Pro Patria Bustese            | ●    |      |     | ●  |         |     |
| 14 | Saul Fermin         | Pro Patria Bustese            |      | ●    |     |    |         |     |
| 15 | Mirko Galimberti    | Pro Lissone                   | ●    | ●    | ●   | ●  | ●       | ●   |
| 16 | Lorenzo Galli       | Ginnastica Eur                | ●    | ●    | ●   | ●  | ●       | ●   |
| 17 | Lay Giannini        | Giovanile Ancona              | ●    | ●    | ●   | ●  | ●       | ●   |
| 18 | Jacopo Gliozzi      | Alma Juventus Ginnastica Fano |      | ●    |     |    |         |     |
| 19 | Thomas Grasso       | Nardi Juventus                | ●    |      |     | ●  |         |     |
| 20 | Marco Lodadio       | Aeronautica Militare          | ●    |      | ●   | ●  | ●       |     |
| 21 | Mario Macchiati     | Fermo 85                      | ●    | ●    | ●   | ●  | ●       | ●   |
| 22 | Carlo Macchini      | Fermo 85                      | ●    | ●    | ●   | ●  | ●       | ●   |
| 23 | Carlo Magliocchetti | Udinese A.P.D.                |      |      |     | ●  |         |     |
| 24 | Salvatore Maresca   | Ginnastica Salerno            |      |      | ●   |    |         |     |
| 25 | Eduardo Martano     | Ginnastica Campania 2000      |      |      | ●   |    |         |     |
| 26 | Roberto Marzocchi   | U.S.D. Forti e Liberi         | ●    | ●    | ●   | ●  | ●       | ●   |
| 27 | Gabriele Montorsi   | Panaro Modena                 |      |      |     | ●  |         |     |
| 28 | Nicolò Mozzato      | Spes Mestre                   | ●    | ●    | ●   | ●  | ●       | ●   |
| 29 | Stefano Patron      | Spes Mestre                   | ●    | ●    | ●   | ●  | ●       | ●   |
| 30 | Paolo Principi      | Aeronautica Militare          | ●    | ●    | ●   | ●  | ●       | ●   |
| 31 | Andrea Russo        | Gin Civitavecchia             | ●    | ●    | ●   | ●  | ●       | ●   |
| 32 | Carlo Salsedo       | Panaro Modena                 |      |      |     | ●  |         |     |
| 33 | Marco Sarrugerio    | Juventus Nova                 | ●    | ●    | ●   | ●  | ●       | ●   |
| 34 | Davide Sborchia     | Sampietrina Seveso            | ●    | ●    | ●   | ●  | ●       | ●   |
| 35 | Gianmaria Tosti     | Gin Civitavecchia             | ●    | ●    | ●   | ●  | ●       | ●   |
| 36 | Fabrizio Valle      | Ginnastica Roma 70            | ●    | ●    | ●   | ●  | ●       | ●   |
| 37 | Niccolò Vannucchi   | Gymnastic Romagna Team        | ●    |      |     | ●  |         |     |
| 38 | Umberto Zurlini     | Panaro Modena                 | ●    | ●    | ●   | ●  | ●       | ●   |

## Podi
| Evento                 | Oro                | Punti          | Argento            | Punti          | Bronzo            | Punti          |
| Podio maschile         | Podio maschile     | Podio maschile | Podio maschile     | Podio maschile | Podio maschile    | Podio maschile |
| ---------------------- | ------------------ | -------------- | ------------------ | -------------- | ----------------- | -------------- |
| Concorso individuale   | Ludovico Edalli    | 82,700         | Nicolò Mozzato     | 82,000         | Lorenzo Galli     | 80,850         |
| Corpo libero           | Nicola Bartolini   | 14,850         | Nicolò Mozzato     | 14,350         | Davide Sborchia   | 13,750         |
| Cavallo con maniglie   | Edoardo De Rosa    | 14,150         | Ludovico Edalli    | 13,750         | Jacopo Gliozzi    | 13,650         |
| Anelli                 | Marco Lodadio      | 14,650         | Andrea Russo       | 13,850         | Salvatore Maresca | 13,450         |
| Volteggio              | Niccolò Vannucchi  | 14,100         | Nicola Bartolini   | 14,050         | Ares Federici     | 13,975         |
| Parallele simmetriche  | Ludovico Edalli    | 14,350         | Andrea Russo       | 14,150         | Stefano Patron    | 13,900         |
| Sbarra                 | Nicolò Mozzato     | 14,300         | Ludovico Edalli    | 14,050         | Yumin Abbadini    | 13,750         |
| Podio femminile        |                    |                |                    |                |                   |                |
| Concorso individuale   | Asia D'Amato       | 55,200         | Desiree Carofiglio | 55,000         | Giorgia Villa     | 54,700         |
| Corpo libero           | Desiree Carofiglio | 13,600         | Lara Mori          | 13,550         | Irene Lanza       | 13,150         |
| Trave                  | Giorgia Villa      | 14,250         | Martina Maggio     | 13,700         | Asia D'Amato      | 13,500         |
| Parallele asimmetriche | Giorgia Villa      | 14,600         | Elisa Iorio        | 14,400         | Alice D'Amato     | 14,300         |
| Volteggio              | Asia D'Amato       | 14,375         | Sara Ricciardi     | 13,350         | Irene Lanza       | 13,150         |

## Risultati in dettaglio

### Concorso individuale femminile[13][14]
| Pos.    | Ginnasta                | Attrezzo  | Attrezzo  | Attrezzo | Attrezzo     | Totale |
| Pos.    | Ginnasta                | Volteggio | Parallele | Trave    | Corpo libero | Totale |
| ------- | ----------------------- | --------- | --------- | -------- | ------------ | ------ |
| Oro     | Asia D'Amato            | 14,900    | 14,050    | 12,950   | 13,300       | 55,200 |
| Argento | Desiree Carofiglio      | 14,300    | 14,000    | 13,050   | 13,650       | 55,000 |
| Bronzo  | Giorgia Villa           | 14,850    | 14,450    | 12,800   | 12,900       | 54,700 |
| 4       | Alice D'Amato           | 14,800    | 14,200    | 12,200   | 13,150       | 54,350 |
| 5       | Elisa Iorio             | 14,400    | 14,400    | 12,450   | 12,900       | 54,150 |
| 6       | Martina Maggio          | 14,150    | 13,450    | 13.200   | 12,950       | 53,750 |
| 7       | Giada Grisetti          | 13,500    | 13,000    | 12,600   | 12,950       | 52,050 |
| 7       | Irene Lanza             | 13,600    | 13,450    | 12,050   | 12,950       | 52,050 |
| 9       | Sara Ricciardi          | 14,000    | 12,650    | 12,100   | 12,600       | 51,350 |
| 10      | Maria Vittoria Cocciolo | 13,750    | 11,850    | 12,700   | 12,750       | 51,050 |
| 11      | Caterina Vitale         | 13,700    | 12,050    | 10,300   | 12,200       | 48,250 |
| 12      | Francesca Noemi Linari  | 13,50     | 11,900    | 11,700   | 12,350       | 47,900 |
| 13      | Alicia De Pirro         | 13,400    | 10,150    | 11,350   | 12,700       | 47,600 |
| 14      | Beatrice Pontoni        | 12,100    | 10,300    | 11,300   | 12,050       | 45,750 |

### Volteggio femminile[12][15]
| Pos.    | Ginnasta           | D. Score | E. Score | Penalità | 1° Parziale | D. Score | E. Score | Penalità | 2° Parziale | Totale |
| ------- | ------------------ | -------- | -------- | -------- | ----------- | -------- | -------- | -------- | ----------- | ------ |
| Oro     | Asia D'Amato       | 5,400    | 9,250    | —        | 14,650      | 5,200    | 9,000    | -0,1     | 14,100      | 14,375 |
| Argento | Sara Ricciardi     | 5,000    | 9,000    | —        | 14,000      | 4,000    | 8,800    | —        | 12,800      | 13,400 |
| Bronzo  | Irene Lanza        | 4,600    | 8,850    | —        | 13,450      | 4,200    | 8,750    | -0,1     | 12,850      | 13,150 |
| 4       | Desiree Carofiglio | 5,000    | 7,950    | -0,3     | 12,650      | 4,200    | 9,200    | —        | 13,400      | 13,025 |
| 5       | Camilla Campagnaro | 5.400    | 7,700    | -0,1     | 13,000      | -        | -        | —        | -           | 6,500  |
| Pos.    | Ginnasta           | 1° Salto | 1° Salto | 1° Salto | 1° Salto    | 2° Salto | 2° Salto | 2° Salto | 2° Salto    | Totale |

Camilla Campagnaro, si infortuna durante il primo salto al volteggio (doppio avvitamento), essendo quindi impossibilitata a continuare la gara si ritira, nei giorni successivi dopo opportune visite si attesta la rottura del legamento crociato anteriore del ginocchio.

### Parallele asimmetriche[12][15]
| Pos.    | Ginnasta           | D Score | E Score | Pen. | Totale |
| ------- | ------------------ | ------- | ------- | ---- | ------ |
| Oro     | Giorgia Villa      | 6.200   | 8,400   | —    | 14,600 |
| Argento | Elisa Iorio        | 6.000   | 8.400   | —    | 14.400 |
| Bronzo  | Alice D'Amato      | 6.000   | 8.300   | —    | 14.300 |
| 4       | Desiree Carofiglio | 5,700   | 8.300   | —    | 14,000 |
| 5       | Giada Grisetti     | 5,400   | 7,900   | —    | 13,300 |
| 6       | Martina Maggio     | 5,600   | 7,550   | —    | 13,150 |
| 7       | Irene Lanza        | 5,400   | 6,250   | —    | 11,650 |
| 8       | Asia D'Amato       | 4,600   | 6,300   | —    | 10,900 |

### Trave[12][17]
| Pos.    | Ginnasta                | D Score | E Score | Pen. | Totale |
| ------- | ----------------------- | ------- | ------- | ---- | ------ |
| Oro     | Giorgia Villa           | 5,600   | 8,650   | —    | 14,250 |
| Argento | Martina Maggio          | 5,300   | 8,400   | —    | 13,700 |
| Bronzo  | Asia D'Amato            | 5,100   | 8,400   | —    | 13,400 |
| 4       | Desiree Carofiglio      | 5,000   | 8,350   | —    | 13,350 |
| 4       | Elisa Iorio             | 5,100   | 8,250   | —    | 13,350 |
| 4       | Giada Grisetti          | 5,200   | 8,150   | —    | 13,350 |
| 7       | Lara Mori               | 5,100   | 7,450   | —    | 12,550 |
| 8       | Maria Vittoria Cocciolo | 4,700   | 7,650   | —    | 12,350 |

### Corpo libero femminile[12][17]
| Pos.    | Ginnasta           | D Score | E Score | Pen. | Totale |
| ------- | ------------------ | ------- | ------- | ---- | ------ |
| Oro     | Desiree Carofiglio | 5,200   | 8,400   | —    | 13,600 |
| Argento | Lara Mori          | 5,600   | 8,150   | -0,2 | 13,550 |
| Bronzo  | Irene Lanza        | 5,100   | 8,050   | —    | 13,150 |
| 4       | Elisa Iorio        | 5,000   | 8,100   | —    | 13,100 |
| 5       | Giada Grisetti     | 4,800   | 8,250   | —    | 13,050 |
| 6       | Martina Maggio     | 4,700   | 8,300   | —    | 13,000 |
| 7       | Asia D'Amato       | 5,000   | 7,800   | -0,3 | 12,500 |
| 8       | Alice D'Amato      | 2,300   | 1,600   | —    | 3,900  |

### Concorso individuale maschile[18]
| Pos.    | Ginnasta          | Attrezzo     | Attrezzo | Attrezzo | Attrezzo  | Attrezzo  | Attrezzo | Totale |
| Pos.    | Ginnasta          | Corpo libero | Cavallo  | Anelli   | Volteggio | Parallele | Sbarra   | Totale |
| ------- | ----------------- | ------------ | -------- | -------- | --------- | --------- | -------- | ------ |
| Oro     | Ludovico Edalli   | 13,350       | 13,850   | 13,550   | 13,700    | 14,400    | 13,850   | 82,700 |
| Argento | Nicolò Mozzato    | 13,800       | 13,250   | 12,600   | 14,350    | 14,000    | 14,000   | 82,000 |
| Bronzo  | Lorenzo Galli     | 13,400       | 13,200   | 12,850   | 14,300    | 13,450    | 13,650   | 80,850 |
| 4       | Andrea Russo      | 13,800       | 12,700   | 13,750   | 13,350    | 13,650    | 13,400   | 80,650 |
| 5       | Stefano Patron    | 12,600       | 13,500   | 13,250   | 13,550    | 13,950    | 13,200   | 80,050 |
| 6       | Lorenzo Casali    | 13,350       | 12,900   | 12,650   | 13,700    | 14,000    | 12,550   | 79,150 |
| 7       | Mario Macchiati   | 13,450       | 12,500   | 13,100   | 13,850    | 13,600    | 12,150   | 78,650 |
| 8       | Edoardo De Rosa   | 13,350       | 14,400   | 12,500   | 13,450    | 12,150    | 12,500   | 78,350 |
| 9       | Yumin Abbadini    | 13,450       | 11,700   | 13,250   | 13,750    | 12,050    | 13,300   | 77,500 |
| 10      | Umberto Zurlini   | 13,950       | 13,200   | 12,250   | 13,800    | 12,250    | 11,650   | 77,100 |
| 11      | Fabrizio Valle    | 13,100       | 13,250   | 12,750   | 12,550    | 13,250    | 11,950   | 76,850 |
| 12      | Davide Sborchia   | 13,600       | 12,650   | 10,900   | 14,000    | 12,200    | 13,200   | 76,550 |
| 13      | Paolo Principi    | 12,500       | 13,150   | 12,400   | 12,900    | 13,150    | 12,100   | 76,200 |
| 14      | Mirko Galimberti  | 13,000       | 12,500   | 12,350   | 13,600    | 12,600    | 12,000   | 76,050 |
| 15      | Roberto Marzocchi | 12,400       | 13,100   | 12,500   | 13,750    | 10,250    | 12,500   | 74,500 |
| 16      | Gianmaria Tosti   | 13,550       | 10,650   | 12,050   | 13,500    | 11,850    | 11,650   | 73,250 |

### Corpo libero maschile[18]
| Pos.    | Ginnasta           | D Score | E Score | Pen. | Totale |
| ------- | ------------------ | ------- | ------- | ---- | ------ |
| Oro     | Nicola Bartolini   | 5,800   | 9,050   | —    | 14,850 |
| Argento | Nicolò Mozzato     | 5,500   | 8,850   | -    | 14,350 |
| Bronzo  | Davide Sborchia    | 5,700   | 8,050   | —    | 13,750 |
| 4       | Niccolo' Vannucchi | 5,700   | 8,000   | —    | 13,700 |
| 5       | Gianmaria Tosti    | 5,800   | 7,850   | —    | 13,650 |
| 6       | Andrea Russo       | 5,300   | 8,350   | -0,1 | 13,550 |
| 7       | Thomas Grasso      | 5,500   | 8,000   | -0,1 | 13,400 |
| 8       | Umberto Zurlini    | 5,700   | 6,900   | —    | 12,600 |

### Cavallo con maniglie[18]
| Pos.    | Ginnasta           | D Score | E Score | Pen. | Totale |
| ------- | ------------------ | ------- | ------- | ---- | ------ |
| Oro     | Edoardo De Rosa    | 6,000   | 8,150   | —    | 14,150 |
| Argento | Ludovico Edalli    | 5,700   | 8,050   | -    | 13,750 |
| Bronzo  | Jacopo Gliozzi     | 5,800   | 7,850   | —    | 13,650 |
| Bronzo  | Stefano Patron     | 5,300   | 8,350   | —    | 13,650 |
| 5       | Tommaso De Vecchis | 5,600   | 8,000   | —    | 13,600 |
| 6       | Andrea Canazza     | 5,500   | 7,850   | —    | 13,350 |
| 7       | Carlo Macchini     | 5,500   | 6,750   | —    | 12,250 |
| 8       | Fabrizio Valle     | 4,800   | 5,900   | —    | 10,700 |

### Anelli[18]
| Pos.    | Ginnasta           | D Score | E Score | Pen. | Totale |
| ------- | ------------------ | ------- | ------- | ---- | ------ |
| Oro     | Marco Lodadio      | 6,300   | 8,350   | —    | 14,650 |
| Argento | Andrea Russo       | 5,500   | 8,350   | -    | 13,850 |
| Bronzo  | Salvatore Maresca  | 6,100   | 7,350   | —    | 13,450 |
| 4       | Gianmarco Di Cerbo | 5,700   | 7,650   | —    | 13,350 |
| 5       | Yumin Abbadini     | 4,700   | 8,450   | —    | 13,150 |
| 6       | Stefano Patron     | 4,800   | 8,250   | -    | 13,050 |
| 7       | Mario Macchiati    | 4,400   | 8,500   | -    | 12,900 |
| 8       | Andrea Cingolani   | 6,100   | 6,600   | —    | 12,700 |

### Parallele pari[18]
| Pos.    | Ginnasta        | D Score | E Score | Pen. | Totale |
| ------- | --------------- | ------- | ------- | ---- | ------ |
| Oro     | Ludovico Edalli | 5,800   | 8,550   | —    | 14,350 |
| Argento | Andrea Russo    | 5,700   | 8,450   | -    | 14,150 |
| Bronzo  | Stefano Patron  | 5,500   | 8,400   | —    | 13,900 |
| 4       | Lorenzo Casali  | 5,500   | 8,300   | —    | 13,800 |
| 5       | Nicolo' Mozzato | 5,500   | 8,250   | —    | 13,750 |
| 6       | Carlo Macchini  | 5,200   | 8,450   | -    | 13,650 |
| 7       | Mario Macchiati | 5,200   | 8,300   | -    | 13,500 |
| 8       | Marco Lodadio   | 4,600   | 7,300   | —    | 11,900 |

### Sbarra[18]
| Pos.    | Ginnasta        | D Score | E Score | Pen. | Totale |
| ------- | --------------- | ------- | ------- | ---- | ------ |
| Oro     | Nicolò Mozzato  | 5,400   | 8,900   | —    | 14,300 |
| Argento | Ludovico Edalli | 5,500   | 8,550   | -    | 14,050 |
| Bronzo  | Yumin Abbadini  | 4,900   | 8,850   | —    | 13,750 |
| 4       | Carlo Macchini  | 5,700   | 7,900   | —    | 13,600 |
| 5       | Stefano Patron  | 5,000   | 8,550   | —    | 13,550 |
| 6       | Davide Sborchia | 5,000   | 8,150   | -    | 13,150 |
| 7       | Andrea Russo    | 5,500   | 7,450   | -    | 12,950 |
| 8       | Lorenzo Galli   | 4,800   | 7,300   | —    | 12,100 |

### Volteggio maschile[18]
| Pos.    | Ginnasta            | D. Score | E. Score | Penalità | 1° Parziale | D. Score | E. Score | Penalità | 2° Parziale | Totale |
| ------- | ------------------- | -------- | -------- | -------- | ----------- | -------- | -------- | -------- | ----------- | ------ |
| Oro     | Niccolò Vannucchi   | 5,200    | 9,300    | —        | 14,500      | 5,200    | 8,800    | -0,3     | 13,700      | 14,100 |
| Argento | Nicola Bartolini    | 5,200    | 9,450    | —        | 14,650      | 4,800    | 8,650    | —        | 13,450      | 14,050 |
| Bronzo  | Ares Federici       | 5,200    | 8,950    | -0,1     | 14,050      | 4,800    | 9,100    | -        | 13,900      | 13,975 |
| 4       | Lorenzo Crimi       | 4,800    | 9,100    | -        | 13,900      | 4,400    | 9,400    | —        | 13,800      | 13,850 |
| 5       | Andrea Cingolani    | 5,200    | 9,350    | -        | 14,550      | 5,600    | 7,650    | -0,1     | 13,150      | 13,850 |
| 6       | Carlo Magliocchetti | 5,200    | 8,800    | -0,3     | 13,700      | 4,200    | 9,350    | —        | 13,550      | 13,625 |
| 7       | Carlo Salsedo       | 5,200    | 7,800    | -        | 13,000      | 5,200    | 8,950    | -        | 14,150      | 13,575 |
| 8       | Thomas Grasso       | 5,200    | 7,950    | -0,1     | 13,050      | 4,800    | 8,900    | -0,1     | 13,600      | 13,325 |
| Pos.    | Ginnasta            | 1° Salto | 1° Salto | 1° Salto | 1° Salto    | 2° Salto | 2° Salto | 2° Salto | 2° Salto    | Totale |